# 小行星5058
小行星5058（5058 Tarrega）是一颗围绕太阳公转的小行星。1987年7月28日，關勉在藝西天文台发现了此天体。
該小行星以西班牙吉他演奏家弗朗西斯科·塔雷加命名。
这颗小行星的绝对星等为244.6636292106051等。